# Тур WTA 1998
Тур WTA 1998 — серія елітних професійних тенісних турнірів, які проходили під егідою Жіночої тенісної асоціації (WTA) упродовж сезону. Календар Туру WTA містив 52 турніри: турніри Великого шолома (під егідою Міжнародної тенісної федерації (ITF)), Фінал WTA та турніри 1—4 категорій. Сезон тривав з кінця січня до листопада 1998 року.

## Графік
Нижче наведено повний розклад  турнірів сезону, включаючи перелік тенісистів, які дійшли на турнірах щонайменше до чвертьфіналу.
Позначення
| Турніри Великого шолома |
| Фінал WTA               |
| Турніри 1 категорії     |
| Турніри 2 категорії     |
| Турніри 3 категорії     |
| Турніри 4 категорії     |
| Командні турніри        |

### Січень
| Тиждень           | Турнір | Чемпіонки                                          | Фіналістки                        | Півфіналістки                                      | Чвертьфіналістки                                                                            |
| ----------------- | --- | -------------------------------------------------- | --------------------------------- | -------------------------------------------------- | ------------------------------------------------------------------------------------------- |
| 5 січня           | Hyundai Hopman Cup Перт, Австралія ITF Mixed Teams Championships A$1,000,000 — Тверде (i) — 8 teams (RR)                                                          | Словаччина · 2–1                                   | Франція                           | Раунд Robin (Group A) Австралія · Швеція · Іспанія | Раунд Robin (Group B) Південно-Африканська Республіка · Сполучені Штати Америки · Німеччина |
| 5 січня           | Thalgo Australian Women's Hardcourts Голд-Кост, Австралія Турнір 3 категорії $164,250 — Тверде — 30S/32Q/16D Одиночний розряд — Парний розряд                     | Суґіяма Ай 7–5, 6–0                                | Марія Венто-Кабчі                 | Сільвія Плішке Ван Ші-тін                          | Бренда Шульц-Маккарті Маріан де Свардт Сара Пітковскі Руксандра Драгомір                    |
| 5 січня           | Thalgo Australian Women's Hardcourts Голд-Кост, Австралія Турнір 3 категорії $164,250 — Тверде — 30S/32Q/16D Одиночний розряд — Парний розряд                     | Олена Лиховцева Суґіяма Ай 1–6, 6–3, 6–4           | Пак Сон Хі Ван Ші-тін             | Сільвія Плішке Ван Ші-тін                          | Бренда Шульц-Маккарті Маріан де Свардт Сара Пітковскі Руксандра Драгомір                    |
| 5 січня           | ASB Classic Окленд (Нова Зеландія), Нова Зеландія Турнір 4 категорії $107,500 — Тверде — 32S/32Q/16D Одиночний розряд — Парний розряд                             | Домінік Монамі 4–6, 7–6(11–9), 7–5                 | Сільвія Фаріна-Елія               | Сандрін Тестю Енн Міллер                           | Сандра Качіч Жулі Алар-Декюжі Тамарін Танасугарн Ліза Реймонд                               |
| 5 січня           | ASB Classic Окленд (Нова Зеландія), Нова Зеландія Турнір 4 категорії $107,500 — Тверде — 32S/32Q/16D Одиночний розряд — Парний розряд                             | Міягі Нана Тамарін Танасугарн 7–6(7–1), 6–4        | Жулі Алар-Декюжі Жанетта Гусарова | Сандрін Тестю Енн Міллер                           | Сандра Качіч Жулі Алар-Декюжі Тамарін Танасугарн Ліза Реймонд                               |
| 12 січня          | Sydney International Сідней, Австралія Турнір 2 категорії $342,500 — Тверде — 28S/32Q/16D Одиночний розряд — Парний розряд                                        | Аранча Санчес Вікаріо 6–1, 6–3                     | Вінус Вільямс                     | Суґіяма Ай Серена Вільямс                          | Магдалена Малеєва Барбара Паулюс Наташа Звєрєва Ліндсі Девенпорт                            |
| 12 січня          | Sydney International Сідней, Австралія Турнір 2 категорії $342,500 — Тверде — 28S/32Q/16D Одиночний розряд — Парний розряд                                        | Мартіна Хінгіс Гелена Сукова 6–1, 6–2              | Катріна Адамс Мередіт Макґрат     | Суґіяма Ай Серена Вільямс                          | Магдалена Малеєва Барбара Паулюс Наташа Звєрєва Ліндсі Девенпорт                            |
| 12 січня          | ANZ Tasmanian International Гобарт, Австралія Турнір 4 категорії $107,500 — Тверде — 32S/32Q/16D Одиночний розряд — Парний розряд                                 | Патті Шнідер 6–3, 6–2                              | Домінік Монамі                    | Магдалена Гжибовська Йоаннетта Крюгер              | Лі Фан Генрієта Надьова Анн-Гель Сідо Барбара Шетт                                          |
| 12 січня          | ANZ Tasmanian International Гобарт, Австралія Турнір 4 категорії $107,500 — Тверде — 32S/32Q/16D Одиночний розряд — Парний розряд                                 | Вірхінія Руано Паскуаль Паола Суарес 7–6(8–6), 6–3 | Жулі Алар-Декюжі Жанетта Гусарова | Магдалена Гжибовська Йоаннетта Крюгер              | Лі Фан Генрієта Надьова Анн-Гель Сідо Барбара Шетт                                          |
| 19 січня 26 січня | Відкритий чемпіонат Австралії з тенісу Мельбурн, Австралія Турніри Великого шлема $3,217,298 — Тверде — 128S/64Q/64D/32X Одиночний розряд — Парний розряд — Мікст | Мартіна Хінгіс 6–3, 6–3                            | Кончіта Мартінес                  | Анке Губер Ліндсі Девенпорт                        | Марі П'єрс Аранча Санчес Вікаріо Сандрін Тестю Вінус Вільямс                                |
| 19 січня 26 січня | Відкритий чемпіонат Австралії з тенісу Мельбурн, Австралія Турніри Великого шлема $3,217,298 — Тверде — 128S/64Q/64D/32X Одиночний розряд — Парний розряд — Мікст | Мартіна Хінгіс Мір'яна Лучич-Бароні 6–4, 2–6, 6–3  | Ліндсі Девенпорт Наташа Звєрєва   | Анке Губер Ліндсі Девенпорт                        | Марі П'єрс Аранча Санчес Вікаріо Сандрін Тестю Вінус Вільямс                                |
| 19 січня 26 січня | Відкритий чемпіонат Австралії з тенісу Мельбурн, Австралія Турніри Великого шлема $3,217,298 — Тверде — 128S/64Q/64D/32X Одиночний розряд — Парний розряд — Мікст | Джастін Гімелстоб Вінус Вільямс 6–2, 6–1           | Цирил Сук Гелена Сукова           | Анке Губер Ліндсі Девенпорт                        | Марі П'єрс Аранча Санчес Вікаріо Сандрін Тестю Вінус Вільямс                                |

### Лютий
| Тиждень   | Турнір | Чемпіонки                                          | Фіналістки                             | Півфіналістки                           | Чвертьфіналістки                                              |
| --------- | --- | -------------------------------------------------- | -------------------------------------- | --------------------------------------- | ------------------------------------------------------------- |
| 2 лютого  | Toray Pan Pacific Open Токіо, Японія Турніри WTA Tier I $926,250 — Килим (i) — 28S/32Q/16D Одиночний розряд — Парний розряд    | Ліндсі Девенпорт 6–3, 6–3                          | Мартіна Хінгіс                         | Іва Майолі Аманда Кетцер                | Ріта Гранде Саекі Міхо Суґіяма Ай Іріна Спирля                |
| 2 лютого  | Toray Pan Pacific Open Токіо, Японія Турніри WTA Tier I $926,250 — Килим (i) — 28S/32Q/16D Одиночний розряд — Парний розряд    | Мартіна Хінгіс Мір'яна Лучич-Бароні 7–5, 6–4       | Ліндсі Девенпорт Наташа Звєрєва        | Іва Майолі Аманда Кетцер                | Ріта Гранде Саекі Міхо Суґіяма Ай Іріна Спирля                |
| 9 лютого  | Open Gaz de France Париж, Франція Турнір 2 категорії $450,000 — Тверде (i) — 28S/32Q/16D Одиночний розряд — Парний розряд      | Марі П'єрс 6–3, 7–5                                | Домінік Монамі                         | Яна Новотна Наталі Тозья                | Барбара Паулюс Анке Губер Сара Пітковскі Іва Майолі           |
| 9 лютого  | Open Gaz de France Париж, Франція Турнір 2 категорії $450,000 — Тверде (i) — 28S/32Q/16D Одиночний розряд — Парний розряд      | Сабін Аппельманс Міріам Ореманс 1–6, 6–3, 7–6(7–3) | Анна Курникова Лариса Савченко-Нейланд | Яна Новотна Наталі Тозья                | Барбара Паулюс Анке Губер Сара Пітковскі Іва Майолі           |
| 16 лютого | Faber Grand Prix Ганновер, Німеччина Турнір 2 категорії $450,000 — Тверде (i) — 28S/32Q/16D Одиночний розряд — Парний розряд   | Патті Шнідер 6–0, 2–6, 7–5                         | Яна Новотна                            | Анна Курникова Сабін Аппельманс         | Ліза Реймонд Анке Губер Наталі Тозья Штеффі Граф              |
| 16 лютого | Faber Grand Prix Ганновер, Німеччина Турнір 2 категорії $450,000 — Тверде (i) — 28S/32Q/16D Одиночний розряд — Парний розряд   | Ліза Реймонд Ренне Стаббс 6–1, 6–7(4–7), 6–3       | Олена Лиховцева Кароліна Віс           | Анна Курникова Сабін Аппельманс         | Ліза Реймонд Анке Губер Наталі Тозья Штеффі Граф              |
| 16 лютого | Copa Colsanitas Богота, Колумбія Турнір 4 категорії $107,500 — Ґрунт (Red) — 32S/32Q/16D Одиночний розряд — Парний розряд      | Паола Суарес 6–3, 6–4                              | Соня Джеясілан                         | Ларісса Шерер Кончіта Мартінес Гранадос | Коріна Мораріу Жанетта Гусарова Фабіола Сулуага Лоранс Куртуа |
| 16 лютого | Copa Colsanitas Богота, Колумбія Турнір 4 категорії $107,500 — Ґрунт (Red) — 32S/32Q/16D Одиночний розряд — Парний розряд      | Жанетта Гусарова Паола Суарес 3–6, 6–2, 6–3        | Мелісса Маззотта Катерина Сисоєва      | Ларісса Шерер Кончіта Мартінес Гранадос | Коріна Мораріу Жанетта Гусарова Фабіола Сулуага Лоранс Куртуа |
| 23 лютого | EA-Generali Ladies Linz Лінц, Австрія Турнір 2 категорії $450,000 — Килим (i) — 28S/32Q/16D Одиночний розряд — Парний розряд   | Яна Новотна 6–1, 7–6(7–2)                          | Домінік Монамі                         | Сільвія Фаріна-Елія Іва Майолі          | Анна Курникова Наталі Тозья Сабін Аппельманс Ліза Реймонд     |
| 23 лютого | EA-Generali Ladies Linz Лінц, Австрія Турнір 2 категорії $450,000 — Килим (i) — 28S/32Q/16D Одиночний розряд — Парний розряд   | Александра Фусаї Наталі Тозья 6–3, 3–6, 6–4        | Анна Курникова Лариса Савченко-Нейланд | Сільвія Фаріна-Елія Іва Майолі          | Анна Курникова Наталі Тозья Сабін Аппельманс Ліза Реймонд     |
| 23 лютого | IGA Tennis Classic Оклахома-Сіті, США Турнір 3 категорії $164, 250 — Тверде (i) — 30S/32Q/16D Одиночний розряд — Парний розряд | Вінус Вільямс 6–3, 6–2                             | Йоаннетта Крюгер                       | Ліндсі Девенпорт Сара Пітковскі         | Леа Жирарді Франческа Любіані Серена Вільямс Сандрін Тестю    |
| 23 лютого | IGA Tennis Classic Оклахома-Сіті, США Турнір 3 категорії $164, 250 — Тверде (i) — 30S/32Q/16D Одиночний розряд — Парний розряд | Серена Вільямс Вінус Вільямс 7–5, 6–2              | Кетеліна Крістя Крістін Кунс           | Ліндсі Девенпорт Сара Пітковскі         | Леа Жирарді Франческа Любіані Серена Вільямс Сандрін Тестю    |

### Березень
| Тиждень               | Турнір | Чемпіонки                                        | Фіналістки                           | Півфіналістки                        | Чвертьфіналістки                                                |
| --------------------- | --- | ------------------------------------------------ | ------------------------------------ | ------------------------------------ | --------------------------------------------------------------- |
| 2 березня 9 березня   | Newsweek Champions Cup and the State Farm Evert Cup Індіан-Веллс (Каліфорнія), США Турніри WTA Tier I $1,250,000 — Тверде — 56S/32Q/28D Одиночний розряд — Парний розряд | Мартіна Хінгіс 6–3, 6–4                          | Ліндсі Девенпорт                     | Вінус Вільямс Штеффі Граф            | Кончіта Мартінес Йоаннетта Крюгер Наташа Звєрєва Сандра Качіч   |
| 2 березня 9 березня   | Newsweek Champions Cup and the State Farm Evert Cup Індіан-Веллс (Каліфорнія), США Турніри WTA Tier I $1,250,000 — Тверде — 56S/32Q/28D Одиночний розряд — Парний розряд | Ліндсі Девенпорт Наташа Звєрєва 6–4, 2–6, 6–4    | Александра Фусаї Наталі Тозья        | Вінус Вільямс Штеффі Граф            | Кончіта Мартінес Йоаннетта Крюгер Наташа Звєрєва Сандра Качіч   |
| 16 березня 23 березня | Lipton Championships Маямі, США Турніри WTA Tier I $1,900,000 — Тверде — 96S/64Q/48D Одиночний розряд — Парний розряд                                                    | Вінус Вільямс 2–6, 6–4, 6–1                      | Анна Курникова                       | Мартіна Хінгіс Аранча Санчес Вікаріо | Серена Вільямс Сільвія Фаріна-Елія Яна Новотна Ліндсі Девенпорт |
| 16 березня 23 березня | Lipton Championships Маямі, США Турніри WTA Tier I $1,900,000 — Тверде — 96S/64Q/48D Одиночний розряд — Парний розряд                                                    | Мартіна Хінгіс Яна Новотна 6–2, 3–6, 6–3         | Аранча Санчес Вікаріо Наташа Звєрєва | Мартіна Хінгіс Аранча Санчес Вікаріо | Серена Вільямс Сільвія Фаріна-Елія Яна Новотна Ліндсі Девенпорт |
| 30 березня            | Family Circle Cup Гілтон-Гед-Айленд (Південна Кароліна), США Турніри WTA Tier I $926,250 — Ґрунт (Green) — 56S/32Q/28D Одиночний розряд — Парний розряд                  | Аманда Кетцер 6–3, 6–4                           | Іріна Спирля                         | Моніка Селеш Ліза Реймонд            | Ліндсі Девенпорт Патті Шнідер Андреа Гласс Магі Серна           |
| 30 березня            | Family Circle Cup Гілтон-Гед-Айленд (Південна Кароліна), США Турніри WTA Tier I $926,250 — Ґрунт (Green) — 56S/32Q/28D Одиночний розряд — Парний розряд                  | Кончіта Мартінес Патрісія Тарабіні 3–6, 6–4, 6–4 | Ліза Реймонд Ренне Стаббс            | Моніка Селеш Ліза Реймонд            | Ліндсі Девенпорт Патті Шнідер Андреа Гласс Магі Серна           |

### Квітень
| Тиждень   | Турнір | Чемпіонки                                                                                          | Фіналістки                                                         | Півфіналістки                    | Чвертьфіналістки                                                          |
| --------- | --- | -------------------------------------------------------------------------------------------------- | ------------------------------------------------------------------ | -------------------------------- | ------------------------------------------------------------------------- |
| 6 квітня  | Bausch & Lomb Championships Амелія (острів), США Турнір 2 категорії $450,000 — Ґрунт (Green) — 56S/32Q/28D Одиночний розряд — Парний розряд                           | Марі П'єрс 6–7(8–10), 6–0, 6–2                                                                     | Кончіта Мартінес                                                   | Ліндсі Девенпорт Аманда Кетцер   | Анна Курникова Іва Майолі Ліза Реймонд Тара Снайдер                       |
| 6 квітня  | Bausch & Lomb Championships Амелія (острів), США Турнір 2 категорії $450,000 — Ґрунт (Green) — 56S/32Q/28D Одиночний розряд — Парний розряд                           | Сандра Качіч Марі П'єрс 7–6(7–5), 4–6, 7–6(7–5)                                                    | Барбара Шетт Патті Шнідер                                          | Ліндсі Девенпорт Аманда Кетцер   | Анна Курникова Іва Майолі Ліза Реймонд Тара Снайдер                       |
| 13 квітня | Відкритий чемпіонат Японії з тенісу Tokyo, Японія Турнір 3 категорії $164,250 — Тверде — 32S/32Q/16D Одиночний розряд — Парний розряд                                 | Суґіяма Ай 6–3, 6–3                                                                                | Коріна Мораріу                                                     | Ван Ші-тін Емі Фрейзер           | Еріка Делоун Лорі Макніл Ніколь Пратт Савамацу Наоко                      |
| 13 квітня | Відкритий чемпіонат Японії з тенісу Tokyo, Японія Турнір 3 категорії $164,250 — Тверде — 32S/32Q/16D Одиночний розряд — Парний розряд                                 | Кадзімута Наоко Міягі Нана 6–3, 4–6, 6–4                                                           | Емі Фрейзер Хіракі Ріка                                            | Ван Ші-тін Емі Фрейзер           | Еріка Делоун Лорі Макніл Ніколь Пратт Савамацу Наоко                      |
| 13 квітня | Makarska International Championships Макарська, Хорватія Турнір 4 категорії $107,500 — Ґрунт (Red) — 32S/32Q/16D Одиночний розряд — Парний розряд                     | Квета Пешке 6–3, 6–1                                                                               | Лі Фан                                                             | Гала Леон Гарсія Ленка Немечкова | Паола Суарес Ана Алькасар Сандра Клезель Ольга Лугіна                     |
| 13 квітня | Makarska International Championships Макарська, Хорватія Турнір 4 категорії $107,500 — Ґрунт (Red) — 32S/32Q/16D Одиночний розряд — Парний розряд                     | Тіна Кріжан Катарина Среботнік 7–6(7–3), 6–1                                                       | Євгенія Куликовська Карін Кшвендт                                  | Гала Леон Гарсія Ленка Немечкова | Паола Суарес Ана Алькасар Сандра Клезель Ольга Лугіна                     |
| 13 квітня | Кубок Федерації: Чвертьфінал Гент, Бельгія — Тверде (i) Брно, Чехія — Килим (i) Саарбрюкен, Німеччина — Килим (i) Каява-Айленд (Південна Кароліна), США — Ґрунт (Red) | Перемогли в чвертьфіналі · Франція 3–2 · Швейцарія 4–1 · Іспанія 3–2 · Сполучені Штати Америки 5–0 | Програли в чвертьфіналі · Бельгія · Чехія · Німеччина · Нідерланди |                                  |                                                                           |
| 20 квітня | Budapest Lotto Open Будапешт, Угорщина Турнір 4 категорії $107,500 — Ґрунт (Red) — 32S/32Q/16D Одиночний розряд — Парний розряд                                       | Вірхінія Руано Паскуаль 6–4, 4–6, 6–3                                                              | Сільвія Фаріна-Елія                                                | Лі Фан Сара Пітковскі            | Сандрін Тестю Марія Санчес Лоренсо Жулі Алар-Декюжі Ріта Куті-Кіш         |
| 20 квітня | Budapest Lotto Open Будапешт, Угорщина Турнір 4 категорії $107,500 — Ґрунт (Red) — 32S/32Q/16D Одиночний розряд — Парний розряд                                       | Вірхінія Руано Паскуаль Паола Суарес 4–6, 6–1, 6–1                                                 | Кетеліна Крістя Лаура Монтальво                                    | Лі Фан Сара Пітковскі            | Сандрін Тестю Марія Санчес Лоренсо Жулі Алар-Декюжі Ріта Куті-Кіш         |
| 27 квітня | Intersport Grand Prix Гамбург, Німеччина Турнір 2 категорії $450,000 — Ґрунт (Red) — 28S/32Q/16D Одиночний розряд — Парний розряд                                     | Мартіна Хінгіс 6–3, 7–5                                                                            | Яна Новотна                                                        | Барбара Шетт Патті Шнідер        | Дженніфер Капріаті Вірхінія Руано Паскуаль Аранча Санчес Вікаріо Юлія Абе |
| 27 квітня | Intersport Grand Prix Гамбург, Німеччина Турнір 2 категорії $450,000 — Ґрунт (Red) — 28S/32Q/16D Одиночний розряд — Парний розряд                                     | Барбара Шетт Патті Шнідер 7–6(7–3), 3–6, 6–3                                                       | Мартіна Хінгіс Яна Новотна                                         | Барбара Шетт Патті Шнідер        | Дженніфер Капріаті Вірхінія Руано Паскуаль Аранча Санчес Вікаріо Юлія Абе |
| 27 квітня | Croatian Bol Ladies Open Bol, Хорватія Турнір 4 категорії $107,500 — Ґрунт (Red) — 32S/32Q/16D Одиночний розряд — Парний розряд                                       | Мір'яна Лучич-Бароні 6–2, 6–4                                                                      | Коріна Мораріу                                                     | Йоаннетта Крюгер Сільвія Талая   | Ралука Санду Маріана Діас-Оліва Леа Жирарді Сандра Чеккіні                |
| 27 квітня | Croatian Bol Ladies Open Bol, Хорватія Турнір 4 категорії $107,500 — Ґрунт (Red) — 32S/32Q/16D Одиночний розряд — Парний розряд                                       | Лаура Монтальво Паола Суарес walkover                                                              | Йоаннетта Крюгер Мір'яна Лучич-Бароні                              | Йоаннетта Крюгер Сільвія Талая   | Ралука Санду Маріана Діас-Оліва Леа Жирарді Сандра Чеккіні                |

### Травень
| Тиждень            | Турнір | Чемпіонки                                          | Фіналістки                          | Півфіналістки                              | Чвертьфіналістки                                         |
| ------------------ | --- | -------------------------------------------------- | ----------------------------------- | ------------------------------------------ | -------------------------------------------------------- |
| 4 травня           | Italian Open 1998 (теніс) Рим, Італія Турніри WTA Tier I $926,250 — Ґрунт (Red) — 56S/32Q/28D Одиночний розряд — Парний розряд                                  | Мартіна Хінгіс 6–3, 2–6, 6–3                       | Вінус Вільямс                       | Мір'яна Лучич-Бароні Аранча Санчес Вікаріо | Анна Курникова Сандрін Тестю Ліза Реймонд Серена Вільямс |
| 4 травня           | Italian Open 1998 (теніс) Рим, Італія Турніри WTA Tier I $926,250 — Ґрунт (Red) — 56S/32Q/28D Одиночний розряд — Парний розряд                                  | Вірхінія Руано Паскуаль Паола Суарес 7–6(7–1), 6–4 | Аманда Кетцер Аранча Санчес Вікаріо | Мір'яна Лучич-Бароні Аранча Санчес Вікаріо | Анна Курникова Сандрін Тестю Ліза Реймонд Серена Вільямс |
| 11 травня          | WTA German Open Берлін, Німеччина Турніри WTA Tier I $926,250 — Ґрунт (Red) — 56S/32Q/28D Одиночний розряд — Парний розряд                                      | Кончіта Мартінес 6–4, 6–4                          | Амелі Моресмо                       | Анна Курникова Яна Новотна                 | Мартіна Хінгіс Суґіяма Ай Іріна Спирля Барбара Паулюс    |
| 11 травня          | WTA German Open Берлін, Німеччина Турніри WTA Tier I $926,250 — Ґрунт (Red) — 56S/32Q/28D Одиночний розряд — Парний розряд                                      | Ліндсі Девенпорт Наташа Звєрєва 6–3, 6–0           | Александра Фусаї Наталі Тозья       | Анна Курникова Яна Новотна                 | Мартіна Хінгіс Суґіяма Ай Іріна Спирля Барбара Паулюс    |
| 18 травня          | Páginas Amarillas Open Мадрид, Іспанія Турнір 3 категорії $164,250 — Ґрунт (Red) — 30S/32Q/16D Одиночний розряд — Парний розряд                                 | Патті Шнідер 3–6, 6–4, 6–0                         | Домінік Монамі                      | Сандрін Тестю Барбара Шетт                 | Чанда Рубін Магі Серна Тара Снайдер Крісті Богерт        |
| 18 травня          | Páginas Amarillas Open Мадрид, Іспанія Турнір 3 категорії $164,250 — Ґрунт (Red) — 30S/32Q/16D Одиночний розряд — Парний розряд                                 | Флоренсія Лабат Домінік Монамі 6–3, 6–1            | Рейчел Макквіллан Ніколь Пратт      | Сандрін Тестю Барбара Шетт                 | Чанда Рубін Магі Серна Тара Снайдер Крісті Богерт        |
| 18 травня          | Internationaux de Strasbourg Страсбург, Франція Турнір 3 категорії $200,000 — Ґрунт (Red) — 30S/32Q/16D Одиночний розряд — Парний розряд                        | Іріна Спирля 7–6(7–5), 6–3                         | Жулі Алар-Декюжі                    | Олена Лиховцева Александра Фусаї           | Аманда Кетцер Наталі Тозья Суґіяма Ай Генрієта Надьова   |
| 18 травня          | Internationaux de Strasbourg Страсбург, Франція Турнір 3 категорії $200,000 — Ґрунт (Red) — 30S/32Q/16D Одиночний розряд — Парний розряд                        | Александра Фусаї Наталі Тозья 6–4, 6–3             | Басукі Яюк Кароліна Віс             | Олена Лиховцева Александра Фусаї           | Аманда Кетцер Наталі Тозья Суґіяма Ай Генрієта Надьова   |
| 25 травня 1 червня | Відкритий чемпіонат Франції з тенісу Paris, Франція Турніри Великого шлема $4,105,011 — Ґрунт (Red) — 128S/64Q/64D/48X Одиночний розряд — Парний розряд — Мікст | Аранча Санчес Вікаріо 7–6(7–5), 0–6, 6–2           | Моніка Селеш                        | Мартіна Хінгіс Ліндсі Девенпорт            | Вінус Вільямс Яна Новотна Патті Шнідер Іва Майолі        |
| 25 травня 1 червня | Відкритий чемпіонат Франції з тенісу Paris, Франція Турніри Великого шлема $4,105,011 — Ґрунт (Red) — 128S/64Q/64D/48X Одиночний розряд — Парний розряд — Мікст | Мартіна Хінгіс Яна Новотна 6–1, 7–6(7–4)           | Ліндсі Девенпорт Наташа Звєрєва     | Мартіна Хінгіс Ліндсі Девенпорт            | Вінус Вільямс Яна Новотна Патті Шнідер Іва Майолі        |
| 25 травня 1 червня | Відкритий чемпіонат Франції з тенісу Paris, Франція Турніри Великого шлема $4,105,011 — Ґрунт (Red) — 128S/64Q/64D/48X Одиночний розряд — Парний розряд — Мікст | Джастін Гімелстоб Вінус Вільямс 6–4, 6–4           | Луїс Лобо Серена Вільямс            | Мартіна Хінгіс Ліндсі Девенпорт            | Вінус Вільямс Яна Новотна Патті Шнідер Іва Майолі        |

### Червень
| Тиждень             | Турнір | Чемпіонки                                                    | Фіналістки                           | Півфіналістки                                       | Чвертьфіналістки                                                  |
| ------------------- | --- | ------------------------------------------------------------ | ------------------------------------ | --------------------------------------------------- | ----------------------------------------------------------------- |
| 8 червня            | DFS Classic Бірмінгем, Great Britain Турнір 3 категорії $164,250 — Трава — 48S/32Q/16D Одиночний розряд — Парний розряд                                | Cancelled due to rain                                        | Cancelled due to rain                | Штеффі Граф Наталі Тозья Олена Лиховцева Басукі Яюк | Магі Серна Керрі-Енн Г'юз Домінік Монамі Іріна Спирля             |
| 8 червня            | DFS Classic Бірмінгем, Great Britain Турнір 3 категорії $164,250 — Трава — 48S/32Q/16D Одиночний розряд — Парний розряд                                | Ельс Калленс Жулі Алар-Декюжі 2–6, 6–4, 6–4                  | Ліза Реймонд Ренне Стаббс            | Штеффі Граф Наталі Тозья Олена Лиховцева Басукі Яюк | Магі Серна Керрі-Енн Г'юз Домінік Монамі Іріна Спирля             |
| 15 червня           | Direct Line International Championships Істборн, Great Britain Турнір 2 категорії $450,000 — Трава — 28S/32Q/16D Одиночний розряд — Парний розряд      | Яна Новотна 6–1, 7–5                                         | Аранча Санчес Вікаріо                | Наташа Звєрєва Анна Курникова                       | Іріна Спирля Магі Серна Серена Вільямс Штеффі Граф                |
| 15 червня           | Direct Line International Championships Істборн, Great Britain Турнір 2 категорії $450,000 — Трава — 28S/32Q/16D Одиночний розряд — Парний розряд      | Маріан де Свардт Яна Новотна 6–1, 6–3                        | Аранча Санчес Вікаріо Наташа Звєрєва | Наташа Звєрєва Анна Курникова                       | Іріна Спирля Магі Серна Серена Вільямс Штеффі Граф                |
| 15 червня           | Heineken Trophy Гертогенбос, Нідерландські Антильські острови Турнір 3 категорії $164,250 — Трава — 30S/16D Одиночний розряд — Парний розряд           | Жулі Алар-Декюжі 6–3, 6–4                                    | Міріам Ореманс                       | Кімберлі По Сандрін Тестю                           | Чанда Рубін Крісті Богерт Сабін Аппельманс Гала Леон Гарсія       |
| 15 червня           | Heineken Trophy Гертогенбос, Нідерландські Антильські острови Турнір 3 категорії $164,250 — Трава — 30S/16D Одиночний розряд — Парний розряд           | Сабін Аппельманс Міріам Ореманс 6–7(4–7), 7–6(8–6), 7–6(7–5) | Басукі Яюк Кароліна Віс              | Кімберлі По Сандрін Тестю                           | Чанда Рубін Крісті Богерт Сабін Аппельманс Гала Леон Гарсія       |
| 22 червня 29 червня | Вімблдонський турнір Лондон, Great Britain Турніри Великого шлема $4,404,163 — Трава — 128S/64QS/64D/16QD/64X Одиночний розряд — Парний розряд — Мікст | Яна Новотна 6–4, 7–6(7–2)                                    | Наталі Тозья                         | Мартіна Хінгіс Наташа Звєрєва                       | Аранча Санчес Вікаріо Вінус Вільямс Моніка Селеш Ліндсі Девенпорт |
| 22 червня 29 червня | Вімблдонський турнір Лондон, Great Britain Турніри Великого шлема $4,404,163 — Трава — 128S/64QS/64D/16QD/64X Одиночний розряд — Парний розряд — Мікст | Мартіна Хінгіс Яна Новотна 6–3, 3–6, 8–6                     | Ліндсі Девенпорт Наташа Звєрєва      | Мартіна Хінгіс Наташа Звєрєва                       | Аранча Санчес Вікаріо Вінус Вільямс Моніка Селеш Ліндсі Девенпорт |
| 22 червня 29 червня | Вімблдонський турнір Лондон, Great Britain Турніри Великого шлема $4,404,163 — Трава — 128S/64QS/64D/16QD/64X Одиночний розряд — Парний розряд — Мікст | Максим Мирний Серена Вільямс 6–4, 6–4                        | Магеш Бгупаті Мір'яна Лучич-Бароні   | Мартіна Хінгіс Наташа Звєрєва                       | Аранча Санчес Вікаріо Вінус Вільямс Моніка Селеш Ліндсі Девенпорт |

### Липень
| Тиждень  | Турнір | Чемпіонки                                           | Фіналістки                                               | Півфіналістки                         | Чвертьфіналістки                                                       |
| -------- | --- | --------------------------------------------------- | -------------------------------------------------------- | ------------------------------------- | ---------------------------------------------------------------------- |
| 6 липня  | Skoda Czech Open Прага, Чехія Турнір 3 категорії $160,000 — Ґрунт (Red) — 32S/32Q/16D Одиночний розряд — Парний розряд                       | Яна Новотна 6–3, 6–0                                | Сандрін Тестю                                            | Генрієта Надьова Наташа Звєрєва       | Сара Пітковскі Меган Шонессі Амелі Моресмо Сільвія Фаріна-Елія         |
| 6 липня  | Skoda Czech Open Прага, Чехія Турнір 3 категорії $160,000 — Ґрунт (Red) — 32S/32Q/16D Одиночний розряд — Парний розряд                       | Сільвія Фаріна-Елія Каріна Габшудова 2–6, 6–1, 6–2  | Квета Пешке Міхаела Паштікова                            | Генрієта Надьова Наташа Звєрєва       | Сара Пітковскі Меган Шонессі Амелі Моресмо Сільвія Фаріна-Елія         |
| 6 липня  | Piberstein Styrian Open Maria Lankowitz, Австрія Турнір 4 категорії $107,500 — Ґрунт (Red) — 32S/32Q/16D Одиночний розряд — Парний розряд    | Патті Шнідер 6–2, 4–6, 6–3                          | Гала Леон Гарсія                                         | Еммануель Гальярді Амелі Кокто        | Сільвія Плішке Барбара Шетт Барбара Паулюс Мейке Бабель                |
| 6 липня  | Piberstein Styrian Open Maria Lankowitz, Австрія Турнір 4 категорії $107,500 — Ґрунт (Red) — 32S/32Q/16D Одиночний розряд — Парний розряд    | Лаура Монтальво Паола Суарес 6–1, 6–2               | Тіна Кріжан Катарина Среботнік                           | Еммануель Гальярді Амелі Кокто        | Сільвія Плішке Барбара Шетт Барбара Паулюс Мейке Бабель                |
| 13 липня | Warsaw Cup by Heros Варшава, Польща Турнір 3 категорії $164,250 — Ґрунт (Red) — 30S/32Q/16D Одиночний розряд — Парний розряд                 | Кончіта Мартінес 6–0, 6–3                           | Сільвія Фаріна-Елія                                      | Генрієта Надьова Магдалена Гжибовська | Каріна Габшудова Кетеліна Крістя Андреа Гласс Йоаннетта Крюгер         |
| 13 липня | Warsaw Cup by Heros Варшава, Польща Турнір 3 категорії $164,250 — Ґрунт (Red) — 30S/32Q/16D Одиночний розряд — Парний розряд                 | Каріна Габшудова Ольга Лугіна 7–6(7–2), 7–5         | Лізель Губер Карін Кшвендт                               | Генрієта Надьова Магдалена Гжибовська | Каріна Габшудова Кетеліна Крістя Андреа Гласс Йоаннетта Крюгер         |
| 13 липня | Internazionali Femminili di Palermo Палермо, Італія Турнір 4 категорії $107,500 — Ґрунт (Red) — 32S/32Q/16D Одиночний розряд — Парний розряд | Патті Шнідер 6–1, 5–7, 6–2                          | Барбара Шетт                                             | Міріам Ореманс Барбара Ріттнер        | Марія Паола Дзавальї Елена Пампулова Радка Бобкова Дженніфер Капріаті  |
| 13 липня | Internazionali Femminili di Palermo Палермо, Італія Турнір 4 категорії $107,500 — Ґрунт (Red) — 32S/32Q/16D Одиночний розряд — Парний розряд | Павліна Нола Елена Пампулова 6–4, 6–2               | Барбара Шетт Патті Шнідер                                | Міріам Ореманс Барбара Ріттнер        | Марія Паола Дзавальї Елена Пампулова Радка Бобкова Дженніфер Капріаті  |
| 20 липня | Кубок Федерації: Півфінал Сьйон, Швейцарія — Ґрунт (Red) Мадрид, Іспанія — Ґрунт (Red)                                                       | Перемогли в півфіналі · Швейцарія 5–0 · Іспанія 3–2 | Програли в півфіналі · Франція · Сполучені Штати Америки |                                       |                                                                        |
| 27 липня | Bank of the West Classic Стенфорд (Каліфорнія), США Турнір 2 категорії $450,000 — Тверде — 28S/32Q/16D Одиночний розряд — Парний розряд      | Ліндсі Девенпорт 6–4, 5–7, 6–4                      | Вінус Вільямс                                            | Штеффі Граф Моніка Селеш              | Тамарін Танасугарн Наташа Звєрєва Олена Лиховцева Анн-Гель Сідо        |
| 27 липня | Bank of the West Classic Стенфорд (Каліфорнія), США Турнір 2 категорії $450,000 — Тверде — 28S/32Q/16D Одиночний розряд — Парний розряд      | Ліндсі Девенпорт Наташа Звєрєва 6–4, 6–4            | Лариса Савченко-Нейланд Олена Татаркова                  | Штеффі Граф Моніка Селеш              | Тамарін Танасугарн Наташа Звєрєва Олена Лиховцева Анн-Гель Сідо        |
| 27 липня | Prokom Polish Open Сопот (Польща), Польща Турнір 4 категорії $107,500 — Ґрунт (Red) — 32S/32Q/16D Одиночний розряд — Парний розряд           | Генрієта Надьова 6–3, 5–7, 6–1                      | Елена Пампулова                                          | Гала Леон Гарсія Анна Смашнова        | Крістіна Торренс-Валеро Барбара Ріттнер Квета Пешке Марлен Вайнгартнер |
| 27 липня | Prokom Polish Open Сопот (Польща), Польща Турнір 4 категорії $107,500 — Ґрунт (Red) — 32S/32Q/16D Одиночний розряд — Парний розряд           | Квета Пешке Гелена Вілдова 6–3, 6–2                 | Оса Свенссон Седа Норландер                              | Гала Леон Гарсія Анна Смашнова        | Крістіна Торренс-Валеро Барбара Ріттнер Квета Пешке Марлен Вайнгартнер |

### Серпень
| Тиждень             | Турнір | Чемпіонки                                | Фіналістки                          | Півфіналістки                      | Чвертьфіналістки                                              |
| ------------------- | --- | ---------------------------------------- | ----------------------------------- | ---------------------------------- | ------------------------------------------------------------- |
| 3 серпня            | Toshiba Classic Сан-Дієго, США Турнір 2 категорії $450,000 — Тверде — 28S/32Q/16D Одиночний розряд — Парний розряд                                           | Ліндсі Девенпорт 6–3, 6–1                | Марі П'єрс                          | Мартіна Хінгіс Моніка Селеш        | Йоаннетта Крюгер Вінус Вільямс Суґіяма Ай Наталі Тозья        |
| 3 серпня            | Toshiba Classic Сан-Дієго, США Турнір 2 категорії $450,000 — Тверде — 28S/32Q/16D Одиночний розряд — Парний розряд                                           | Ліндсі Девенпорт Наташа Звєрєва 6–2, 6–1 | Александра Фусаї Наталі Тозья       | Мартіна Хінгіс Моніка Селеш        | Йоаннетта Крюгер Вінус Вільямс Суґіяма Ай Наталі Тозья        |
| 3 серпня            | ENKA Open Стамбул, Туреччина Турнір 4 категорії $107,500 — Тверде — 32S/32Q/16D Одиночний розряд — Парний розряд                                             | Генрієта Надьова 6–4, 3–6, 7–6(11–9)     | Ольга Барабанщикова                 | Флоренсія Лабат Лаура Голарса      | Меган Шонессі Іноуе Харука Франческа Любіані Анна Смашнова    |
| 3 серпня            | ENKA Open Стамбул, Туреччина Турнір 4 категорії $107,500 — Тверде — 32S/32Q/16D Одиночний розряд — Парний розряд                                             | Мейке Бабель Лоранс Куртуа 6–0, 6–2      | Оса Свенссон Флоренсія Лабат        | Флоренсія Лабат Лаура Голарса      | Меган Шонессі Іноуе Харука Франческа Любіані Анна Смашнова    |
| 10 серпня           | Acura Classic Лос-Анджелес, США Турнір 2 категорії $450,000 — Тверде — 28S/32Q/16D Одиночний розряд — Парний розряд                                          | Ліндсі Девенпорт 4–6, 6–4, 6–3           | Мартіна Хінгіс                      | Аранча Санчес Вікаріо Моніка Селеш | Серена Вільямс Олена Татаркова Наталі Тозья Наташа Звєрєва    |
| 10 серпня           | Acura Classic Лос-Анджелес, США Турнір 2 категорії $450,000 — Тверде — 28S/32Q/16D Одиночний розряд — Парний розряд                                          | Мартіна Хінгіс Наташа Звєрєва 6–4, 6–2   | Тамарін Танасугарн Олена Татаркова  | Аранча Санчес Вікаріо Моніка Селеш | Серена Вільямс Олена Татаркова Наталі Тозья Наташа Звєрєва    |
| 10 серпня           | Boston Cup Бостон, США Турнір 3 категорії $164,250 — Тверде — 30S/32Q/16D Одиночний розряд — Парний розряд                                                   | Маріан де Свардт 3–6, 7–6(7–4), 7–5      | Барбара Шетт                        | Кара Блек Ліза Реймонд             | Аманда Кетцер Олена Лиховцева Коріна Мораріу Анке Губер       |
| 10 серпня           | Boston Cup Бостон, США Турнір 3 категорії $164,250 — Тверде — 30S/32Q/16D Одиночний розряд — Парний розряд                                                   | Ліза Реймонд Ренне Стаббс 6–4, 6–4       | Маріан де Свардт Мері Джо Фернандес | Кара Блек Ліза Реймонд             | Аманда Кетцер Олена Лиховцева Коріна Мораріу Анке Губер       |
| 17 серпня           | Du Maurier Open Монреаль, Quebec, Канада Турніри WTA Tier I $926,250 — Тверде — 56S/32Q/28D Одиночний розряд — Парний розряд                                 | Моніка Селеш 6–3, 6–2                    | Аранча Санчес Вікаріо               | Мартіна Хінгіс Яна Новотна         | Сандрін Тестю Анке Губер Кончіта Мартінес Магі Серна          |
| 17 серпня           | Du Maurier Open Монреаль, Quebec, Канада Турніри WTA Tier I $926,250 — Тверде — 56S/32Q/28D Одиночний розряд — Парний розряд                                 | Мартіна Хінгіс Яна Новотна 6–3, 6–4      | Басукі Яюк Кароліна Віс             | Мартіна Хінгіс Яна Новотна         | Сандрін Тестю Анке Губер Кончіта Мартінес Магі Серна          |
| 24 серпня           | Pilot Pen International Нью-Гейвен (Коннектикут), США Турнір 2 категорії $450,000 — Тверде — 28S/32Q/16D Одиночний розряд — Парний розряд                    | Штеффі Граф 6–4, 6–1                     | Яна Новотна                         | Ліндсі Девенпорт Жулі Алар-Декюжі  | Анке Губер Аманда Кетцер Мері Джо Фернандес Амелі Моресмо     |
| 24 серпня           | Pilot Pen International Нью-Гейвен (Коннектикут), США Турнір 2 категорії $450,000 — Тверде — 28S/32Q/16D Одиночний розряд — Парний розряд                    | Александра Фусаї Наталі Тозья 6–1, 6–0   | Маріан де Свардт Яна Новотна        | Ліндсі Девенпорт Жулі Алар-Декюжі  | Анке Губер Аманда Кетцер Мері Джо Фернандес Амелі Моресмо     |
| 31 серпня 7 вересня | Відкритий чемпіонат США з тенісу Нью-Йорк, США Турніри Великого шлема $6,012,000 — Тверде — 128S/128QS/64D/16QD/32X Одиночний розряд — Парний розряд — Мікст | Ліндсі Девенпорт 6–3, 7–5                | Мартіна Хінгіс                      | Яна Новотна Вінус Вільямс          | Моніка Селеш Патті Шнідер Аранча Санчес Вікаріо Аманда Кетцер |
| 31 серпня 7 вересня | Відкритий чемпіонат США з тенісу Нью-Йорк, США Турніри Великого шлема $6,012,000 — Тверде — 128S/128QS/64D/16QD/32X Одиночний розряд — Парний розряд — Мікст | Мартіна Хінгіс Яна Новотна 6–3, 6–3      | Ліндсі Девенпорт Наташа Звєрєва     | Яна Новотна Вінус Вільямс          | Моніка Селеш Патті Шнідер Аранча Санчес Вікаріо Аманда Кетцер |
| 31 серпня 7 вересня | Відкритий чемпіонат США з тенісу Нью-Йорк, США Турніри Великого шлема $6,012,000 — Тверде — 128S/128QS/64D/16QD/32X Одиночний розряд — Парний розряд — Мікст | Максим Мирний Серена Вільямс 6–2, 6–2    | Патрік Гелбрайт Ліза Реймонд        | Яна Новотна Вінус Вільямс          | Моніка Селеш Патті Шнідер Аранча Санчес Вікаріо Аманда Кетцер |

### Вересень
| Тиждень    | Турнір | Чемпіонки                            | Фіналістки                               | Півфіналістки                 | Чвертьфіналістки                                                    |
| ---------- | --- | ------------------------------------ | ---------------------------------------- | ----------------------------- | ------------------------------------------------------------------- |
| 14 вересня | Кубок Федерації: Фінал Женева, Швейцарія — Тверде (I)                                                                 | Іспанія · 3–2                        | Швейцарія                                |                               |                                                                     |
| 21 вересня | Toyota Princess Cup Tokyo, Японія Турнір 2 категорії $450,000 — Тверде — 28S/32Q/16D Одиночний розряд — Парний розряд | Моніка Селеш 4–6, 6–3, 6–4           | Аранча Санчес Вікаріо                    | Анке Губер Тамарін Танасугарн | Анна Курникова Ольга Барабанщикова Емі Фрейзер Жулі Алар-Декюжі     |
| 21 вересня | Toyota Princess Cup Tokyo, Японія Турнір 2 категорії $450,000 — Тверде — 28S/32Q/16D Одиночний розряд — Парний розряд | Анна Курникова Моніка Селеш 6–4, 6–4 | Мері Джо Фернандес Аранча Санчес Вікаріо | Анке Губер Тамарін Танасугарн | Анна Курникова Ольга Барабанщикова Емі Фрейзер Жулі Алар-Декюжі     |
| 28 вересня | Кубок Великого шолома Мюнхен, Німеччина Рік-end championships $2,450,000 — Тверде (i) — 8S Кубок Великого шолома      | Вінус Вільямс 6–2, 3–6, 6–2          | Патті Шнідер                             | Мартіна Хінгіс Наталі Тозья   | Кончіта Мартінес Яна Новотна Аранча Санчес Вікаріо Ліндсі Девенпорт |

### Жовтень
| Тиждень   | Турнір | Чемпіонки                                          | Фіналістки                              | Півфіналістки                        | Чвертьфіналістки                                                     |
| --------- | --- | -------------------------------------------------- | --------------------------------------- | ------------------------------------ | -------------------------------------------------------------------- |
| 5 жовтня  | Porsche Tennis Grand Prix Фільдерштадт, Німеччина Турнір 2 категорії $450,000 — Тверде (i) — 28S/32Q/16D Одиночний розряд — Парний розряд | Сандрін Тестю 7–5, 6–3                             | Ліндсі Девенпорт                        | Домінік Монамі Аранча Санчес Вікаріо | Мартіна Хінгіс Серена Вільямс Ліза Реймонд Наталі Тозья              |
| 5 жовтня  | Porsche Tennis Grand Prix Фільдерштадт, Німеччина Турнір 2 категорії $450,000 — Тверде (i) — 28S/32Q/16D Одиночний розряд — Парний розряд | Ліндсі Девенпорт Наташа Звєрєва 6–4, 6–2           | Анна Курникова Аранча Санчес Вікаріо    | Домінік Монамі Аранча Санчес Вікаріо | Мартіна Хінгіс Серена Вільямс Ліза Реймонд Наталі Тозья              |
| 12 жовтня | Swisscom Challenge Цюрих, Швейцарія Турніри WTA Tier I $926,250 — Тверде — 28S/32Q/16D Одиночний розряд — Парний розряд                   | Ліндсі Девенпорт 7–5, 6–3                          | Вінус Вільямс                           | Іріна Спирля Наталі Тозья            | Аманда Кетцер Домінік Монамі Барбара Шетт Марі П'єрс                 |
| 12 жовтня | Swisscom Challenge Цюрих, Швейцарія Турніри WTA Tier I $926,250 — Тверде — 28S/32Q/16D Одиночний розряд — Парний розряд                   | Серена Вільямс Вінус Вільямс 5–7, 6–1, 6–3         | Маріан де Свардт Олена Татаркова        | Іріна Спирля Наталі Тозья            | Аманда Кетцер Домінік Монамі Барбара Шетт Марі П'єрс                 |
| 19 жовтня | MGTS Kremlin Cup Moscow, Росія Турніри WTA Tier I $1,000,000 — Килим (i) — 28S/32Q/16D Одиночний розряд — Парний розряд                   | Марі П'єрс 7–6(7–2), 6–3                           | Моніка Селеш                            | Вінус Вільямс Сандрін Тестю          | Катаріна Студенікова Магі Серна Кончіта Мартінес Сільвія Фаріна-Елія |
| 19 жовтня | MGTS Kremlin Cup Moscow, Росія Турніри WTA Tier I $1,000,000 — Килим (i) — 28S/32Q/16D Одиночний розряд — Парний розряд                   | Марі П'єрс Наташа Звєрєва 6–3, 6–4                 | Ліза Реймонд Ренне Стаббс               | Вінус Вільямс Сандрін Тестю          | Катаріна Студенікова Магі Серна Кончіта Мартінес Сільвія Фаріна-Елія |
| 26 жовтня | SEAT Open Люксембург (місто), Люксембург Турнір 3 категорії $164,250 — Килим (i) — 30S/32Q/16D Одиночний розряд — Одиночний розряд        | Марі П'єрс 6–0, 2–0 ret.                           | Сільвія Фаріна-Елія                     | Наталі Тозья Олена Лиховцева         | Анке Губер Іріна Спирля Євгенія Куликовська Суґіяма Ай               |
| 26 жовтня | SEAT Open Люксембург (місто), Люксембург Турнір 3 категорії $164,250 — Килим (i) — 30S/32Q/16D Одиночний розряд — Одиночний розряд        | Олена Лиховцева Суґіяма Ай 6–7(3–7), 6–3, 2–0 ret. | Лариса Савченко-Нейланд Олена Татаркова | Наталі Тозья Олена Лиховцева         | Анке Губер Іріна Спирля Євгенія Куликовська Суґіяма Ай               |
| 26 жовтня | Challenge Bell Квебек (місто), Канада Турнір 3 категорії $164,250 — Килим (i) — 28S/32Q/16D Одиночний розряд — Парний розряд              | Тара Снайдер 4–6, 6–4, 7–6(8–6)                    | Чанда Рубін                             | Наталі Деші Джейн Чі                 | Домінік Монамі Александра Стівенсон Кетеліна Крістя Сандрін Тестю    |
| 26 жовтня | Challenge Bell Квебек (місто), Канада Турнір 3 категорії $164,250 — Килим (i) — 28S/32Q/16D Одиночний розряд — Парний розряд              | Лорі Макніл Кімберлі По 6–7(3–7), 7–5, 6–4         | Чанда Рубін Сандрін Тестю               | Наталі Деші Джейн Чі                 | Домінік Монамі Александра Стівенсон Кетеліна Крістя Сандрін Тестю    |

### Листопад
| Тиждень      | Турнір | Чемпіонки                                          | Фіналістки                    | Півфіналістки                 | Чвертьфіналістки                                            |
| ------------ | --- | -------------------------------------------------- | ----------------------------- | ----------------------------- | ----------------------------------------------------------- |
| 2 листопада  | Sparkassen Cup Лейпциг, Німеччина Турнір 2 категорії $450,000 — Килим (i) — 28S/32Q/16D Одиночний розряд — Парний розряд                      | Штеффі Граф 6–3, 6–4                               | Наталі Тозья                  | Домінік Монамі Іріна Спирля   | Анн-Гель Сідо Наташа Звєрєва Сара Пітковскі Анке Губер      |
| 2 листопада  | Sparkassen Cup Лейпциг, Німеччина Турнір 2 категорії $450,000 — Килим (i) — 28S/32Q/16D Одиночний розряд — Парний розряд                      | Олена Лиховцева Суґіяма Ай 6–3, 6–7(2–7), 6–1      | Манон Боллеграф Іріна Спирля  | Домінік Монамі Іріна Спирля   | Анн-Гель Сідо Наташа Звєрєва Сара Пітковскі Анке Губер      |
| 9 листопада  | Advanta Championships of Philadelphia Філадельфія, США Турнір 2 категорії $450,000 — Килим (i) — 28S/32Q/16D Одиночний розряд — Парний розряд | Штеффі Граф 4–6, 6–3, 6–4                          | Ліндсі Девенпорт              | Моніка Селеш Наталі Тозья     | Емі Фрейзер Наташа Звєрєва Аманда Кетцер Мартіна Хінгіс     |
| 9 листопада  | Advanta Championships of Philadelphia Філадельфія, США Турнір 2 категорії $450,000 — Килим (i) — 28S/32Q/16D Одиночний розряд — Парний розряд | Олена Лиховцева Суґіяма Ай 7–5, 4–6, 6–2           | Моніка Селеш Наташа Звєрєва   | Моніка Селеш Наталі Тозья     | Емі Фрейзер Наташа Звєрєва Аманда Кетцер Мартіна Хінгіс     |
| 16 листопада | Chase Championships New York City, США Рік-end championships $2,000,000 — Килим (i) — 16S/8D Одиночний розряд — Парний розряд                 | Мартіна Хінгіс 7–5, 6–4, 4–6, 6–2                  | Ліндсі Девенпорт              | Штеффі Граф Іріна Спирля      | Наталі Тозья Моніка Селеш Домінік Монамі Марі П'єрс         |
| 16 листопада | Chase Championships New York City, США Рік-end championships $2,000,000 — Килим (i) — 16S/8D Одиночний розряд — Парний розряд                 | Ліндсі Девенпорт Наташа Звєрєва 6–7(6–8), 7–5, 6–3 | Александра Фусаї Наталі Тозья | Штеффі Граф Іріна Спирля      | Наталі Тозья Моніка Селеш Домінік Монамі Марі П'єрс         |
| 16 листопада | Volvo Women's Open Паттайя, Таїланд Турнір 4 категорії $107,500 — Тверде — 32S/32Q/16D Одиночний розряд — Парний розряд                       | Жулі Алар-Декюжі 6–1, 6–2                          | Лі Фан                        | Сільвія Талая Крістіна Бранді | Ольга Барабанщикова Тамарін Танасугарн Мейлен Ту Ван Ші-тін |
| 16 листопада | Volvo Women's Open Паттайя, Таїланд Турнір 4 категорії $107,500 — Тверде — 32S/32Q/16D Одиночний розряд — Парний розряд                       | Ельс Калленс Жулі Алар-Декюжі 3–6, 6–2, 6–2        | Хіракі Ріка Александра Ольша  | Сільвія Талая Крістіна Бранді | Ольга Барабанщикова Тамарін Танасугарн Мейлен Ту Ван Ші-тін |

## Рейтинги
Нижче наведено по двадцять перших на кінець року гравчинь у рейтингу WTA в одиночному та парному розряді.
| Одиночний розряд | Одиночний розряд            | Одиночний розряд | Одиночний розряд | Одиночний розряд |
| ---------------- | --------------------------- | ---------------- | ---------------- | ---------------- |
| Ранг             | Гравчиня                    | Пункти           | 1997             | Зміна            |
| 1                | Ліндсі Девенпорт (USA)      | 5,654            | 3                | +2               |
| 2                | Мартіна Хінгіс (SUI)        | 5,366            | 1                | -1               |
| 3                | Яна Новотна (CZE)           | 3,734            | 2                | -1               |
| 4                | Аранча Санчес Вікаріо (ESP) | 3,417            | 9                | +5               |
| 5                | Вінус Вільямс (USA)         | 3,262            | 22               | +17              |
| 6                | Моніка Селеш (USA)          | 3,226            | 5                | -1               |
| 7                | Марі П'єрс (FRA)            | 2,414            | 7                | =                |
| 8                | Кончіта Мартінес (ESP)      | 2,331            | 12               | +4               |
| 9                | Штеффі Граф (GER)           | 2,261            | 28               | +19              |
| 10               | Наталі Тозья (FRA)          | 2,259            | 11               | +1               |
| 11               | Патті Шнідер (SUI)          | 2,256            | 26               | +15              |
| 12               | Домінік Монамі (BEL)        | 2,073            | 18               | +6               |
| 13               | Анна Курникова (RUS)        | 1,971            | 32               | +19              |
| 14               | Сандрін Тестю (FRA)         | 1,898            | 13               | -1               |
| 15               | Іріна Спирля (ROM)          | 1,830            | 8                | -7               |
| 16               | Наташа Звєрєва (BLR)        | 1,770            | 25               | +9               |
| 17               | Аманда Кетцер (RSA)         | 1,752            | 4                | -13              |
| 18               | Суґіяма Ай (JPN)            | 1,398            | 20               | +2               |
| 19               | Сільвія Фаріна-Елія (ITA)   | 1,389            | 43               | +24              |
| 20               | Серена Вільямс (USA)        | 1,301            | 99               | +79              |

| Парний розряд | Парний розряд                 | Парний розряд | Парний розряд | Парний розряд |
| ------------- | ----------------------------- | ------------- | ------------- | ------------- |
| Ранг          | Гравчиня                      | Пункти        | 1997          | Зміна         |
| 1             | Наташа Звєрєва (BLR)          | 4,994         | 1             | =             |
| 2             | Мартіна Хінгіс (SUI)          | 4,816         | 3             | +1            |
| 3             | Яна Новотна (CZE)             | 4,022         | 6             | +3            |
| 4             | Ліндсі Девенпорт (USA)        | 3,945         | 2             | -2            |
| 5             | Ренне Стаббс (AUS)            | 2,617         | 34            | +29           |
| 5             | Ліза Реймонд (USA)            | 2,617         | 12            | +7            |
| 7             | Наталі Тозья (FRA)            | 2,386         | 13            | +6            |
| 8             | Александра Фусаї (FRA)        | 2,386         | 14            | +6            |
| 9             | Олена Лиховцева (RUS)         | 2,101         | 24            | +15           |
| 10            | Анна Курникова (RUS)          | 2,067         | 40            | +30           |
| 11            | Лариса Савченко-Нейланд (LAT) | 2,010         | 9             | -2            |
| 12            | Аранча Санчес Вікаріо (ESP)   | 1,925         | 5             | -7            |
| 13            | Суґіяма Ай (JPN)              | 1,857         | 25            | +12           |
| 14            | Патрісія Тарабіні (ARG)       | 1,773         | 17            | +3            |
| 15            | Кароліна Віс (NED)            | 1,687         | 11            | -4            |
| 16            | Кончіта Мартінес (ESP)        | 1,605         | 19            | +3            |
| 17            | Маріан де Свардт (RSA)        | 1,525         | 63            | +46           |
| 18            | Манон Боллеграф (NED)         | 1,480         | 7             | -11           |
| 19            | Басукі Яюк (INA)              | 1,444         | 15            | -4            |
| 20            | Мір'яна Лучич-Бароні (CRO)    | 1,405         | NR            | N/A           |